# 波洛克斯維爾 (北卡羅萊納州)
波洛克斯維爾（英語：Pollocksville）是一個位於美國北卡羅萊納州瓊斯縣的城鎮。

## 人口
根據2020年美國人口普查的數據，波洛克斯維爾的面積為0.86平方千米，當中陸地面積為0.81平方千米，而水域面積為0.04平方千米。當地共有人口268人，而人口密度為每平方千米312人。